# Mei Feingold
Mei Feingold é uma Cantora  que irá representar o Israel no Festival Eurovisão da Canção 2014, em Copenhague, Dinamarca, com sua canção "Same Heart".